# Софіко Гурамішвілі
Софіко Гурамішвілі (груз. სოფიკო გურამიშვილი; 1 січня 1991, Тбілісі) — грузинська шахістка, гросмейстер серед жінок (2009), міжнародний майстер (2012).
Рейтинг Гурамішвілі станом на червень 2023 року — 2383 (70-те місце у світі, 2-ге — у Нідерландах серед усіх шахісток).

## Кар'єра
2003 року посіла друге місце на чемпіонаті світу серед дівчат до 12 років, а у 2006 році виграла аналогічне змагання до 16 років.

## Приватне життя
У липні 2015 року одружилася з нідерландським гросмейстером Анішем Гірі.